# 西脇教二郎
西脇 教二郎（にしわき きょうじろう、1918年8月15日 - 没年不明）は、日本の経営者。太陽生命保険社長を務めた。東京都出身。

## 経歴
1941年に東京帝国大学経済学部を卒業し、海軍主計科士官などを経て、1962年5月に太陽生命保険に入社。1967年5月に取締役に就任し、1970年5月に常務、1971年5月に専務、1972年5月に副社長を経て、1978年4月に社長に就任。1990年7月に取締役相談役に就任。
1982年11月に藍綬褒章を受章。